# Окельбу
Окельбу (швед. Ockelbo) — містечко (tätort, міське поселення) у центральній Швеції в лені  Євлеборг. Адміністративний центр комуни  Окельбу.

## Географія
Містечко знаходиться у центральній частині лена  Євлеборг за 216 км на північ від Стокгольма.

## Історія
У XIII столітті в Окельбе був побудований храм. 
Нову церкву споруджено поміж 1791 і 1793 роками за ескізами, зробленими губернатором округу Ф. А. У. Кронштедтом. Ця церква була повністю зруйнована під час пожежі 1904 року. У період з 1906 по 1908 рік побудовано новий храм за проектом архітектора Густафа Амеена.

## Населення
Населення становить 2 966 мешканців (2018). 

## Спорт
У поселенні базуються баскетбольний клуб Окельбу ББК, футбольний Окельбу ІФ, хокейний Окельбу ГК та інші спортивні організації. 

## Галерея

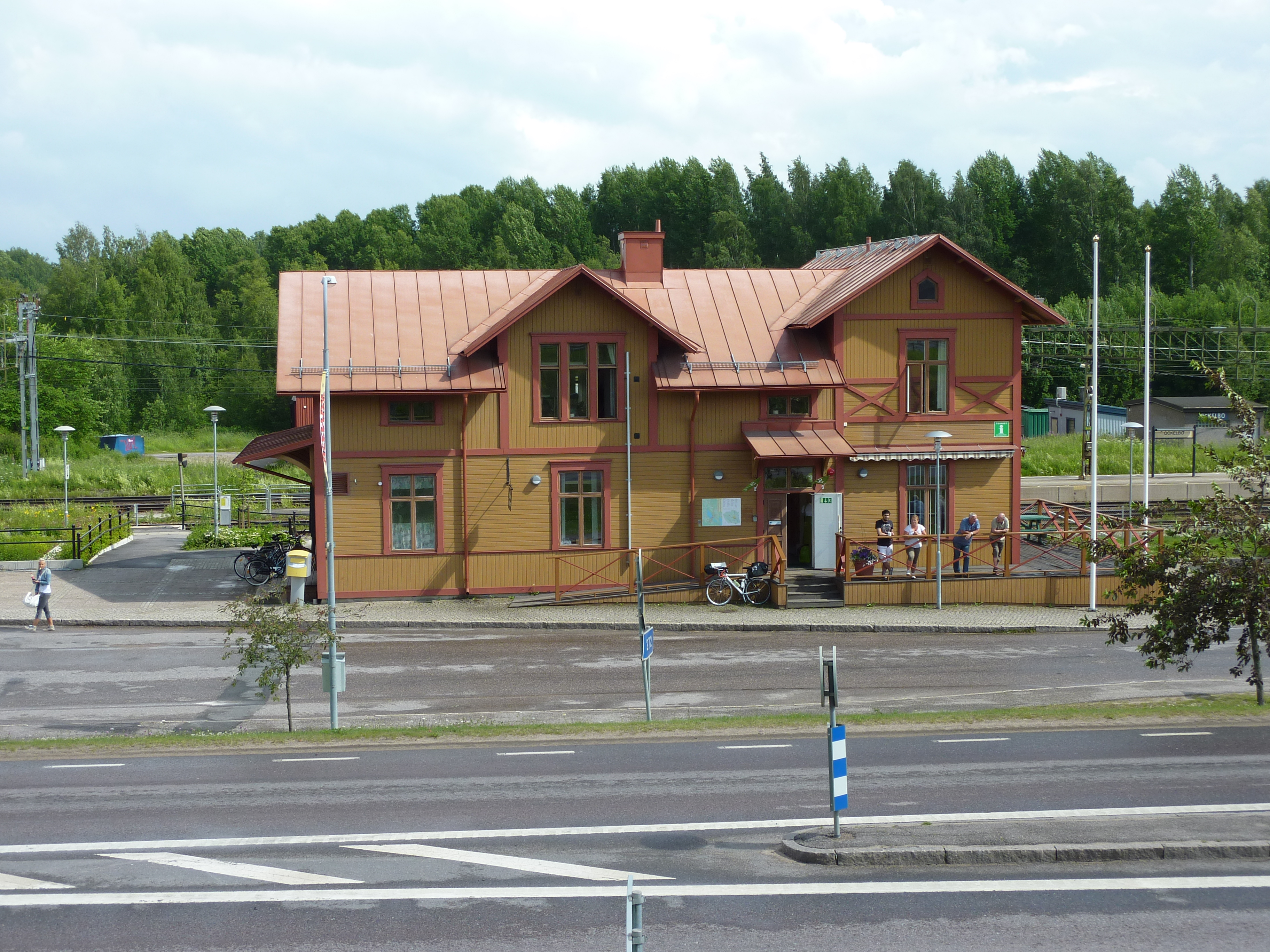
Залізнична станція
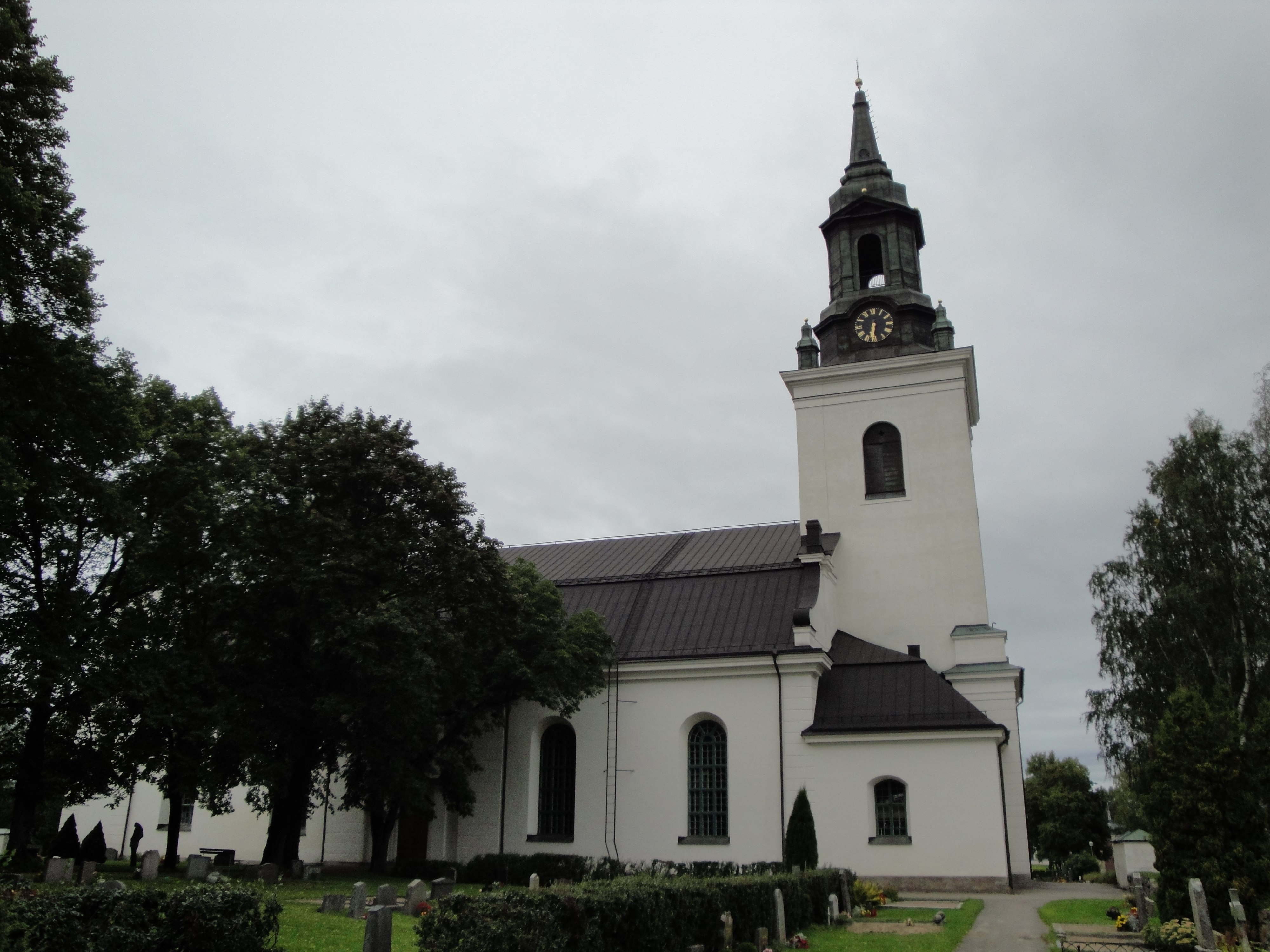
Церква
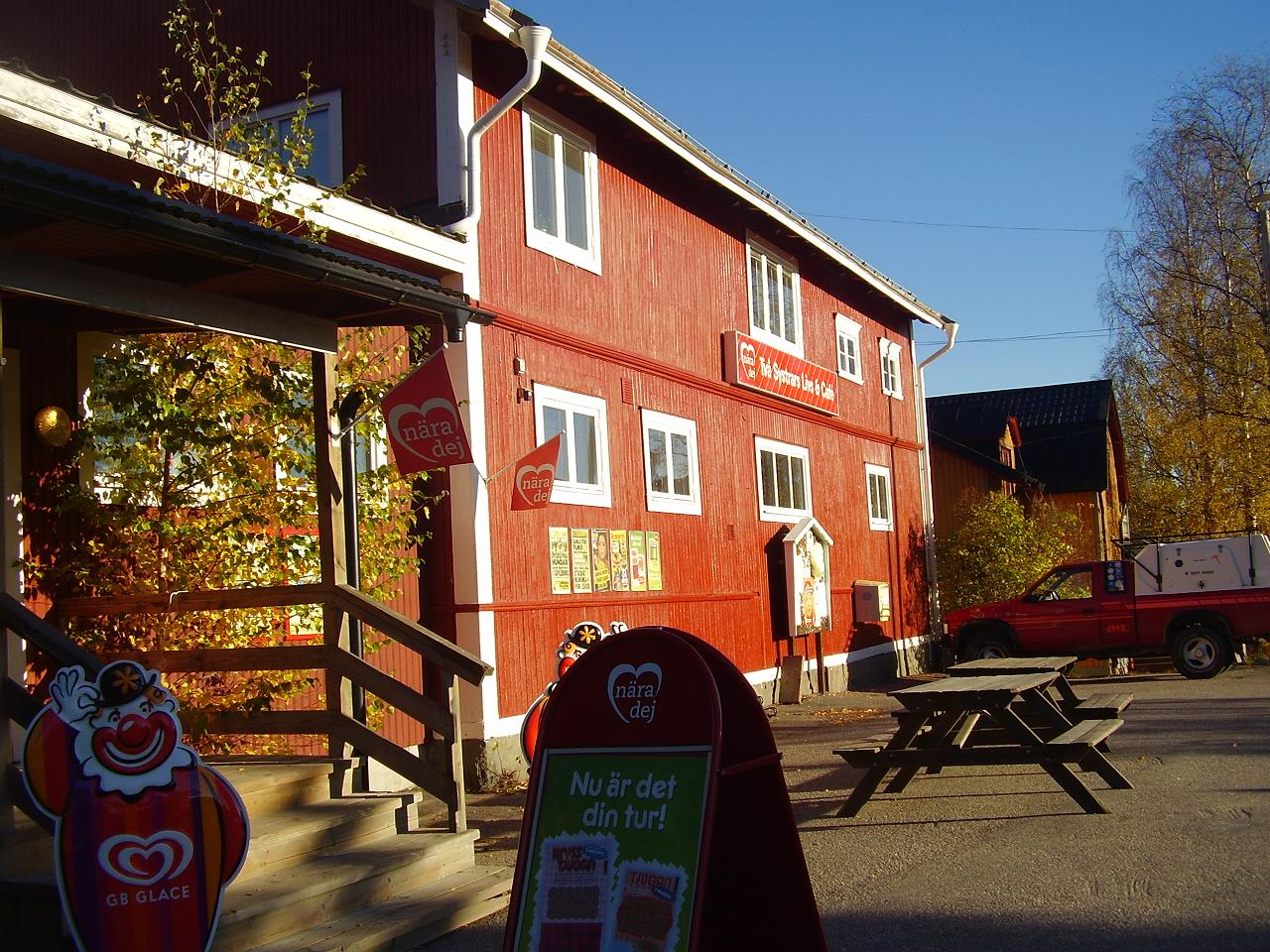
У центрі містечка

## Покликання
- Сайт комуни Окельбу